# Auriflama
Auriflama é um município brasileiro do estado de São Paulo. Sua população estimada em 2024 pelo IBGE era de 13 873 habitantes.

## História
Por volta de 1935, já havia algumas famílias de moradores e proprietários rurais, antes da chegada dos pioneiros da cidade. Já em Junho de 1936, o sertanista João Pacheco de Lima, junto de seu filho Paulo e amigos Waldevino Nery dos Reis, Antônio Joaquim Nery e José Joaquim Nery se deslocaram de Ipiguá, próximo a São José do Rio Preto, para as terras que ele havia comprado e então iniciou as primeiras picadas para formação do povoado nas terras que ficaram conhecidas por Vila Pacheco.
Em 02 de Novembro de 1936, um pequeno número de habitantes levantou um cruzeiro próximo à uma figueira que se localizava no pico mais alto das terras, e o Padre Agostinho dos Santos Pereira celebrou a primeira missa na povoação, já em 20 de Novembro de 1937, que passou a se denominar vila Áurea, nome dado em homenagem à Áurea de Souza Lima, filha do fundador.
As férteis terras de Auriflama atraíram muitas famílias, destacando-se, além dos irmãos Nery já citados, as de Joaquim Graciano de Paiva, Osório Messias de Almeida, Sebastião Machado e Filadelfo Rodrigues de Souza, entre outros, que auxiliaram na definitiva implantação da comunidade.

### Formação territorial-administrativa
Histórico da formação do município:
- Antigo povoado de Vila Áurea.
- Distrito criado com a denominação de Auriflama, no município de General Salgado, pelo Decreto-Lei nº 14.334, de 30/11/1944.
- Município criado pela Lei nº 2.456, de 30/12/1953.

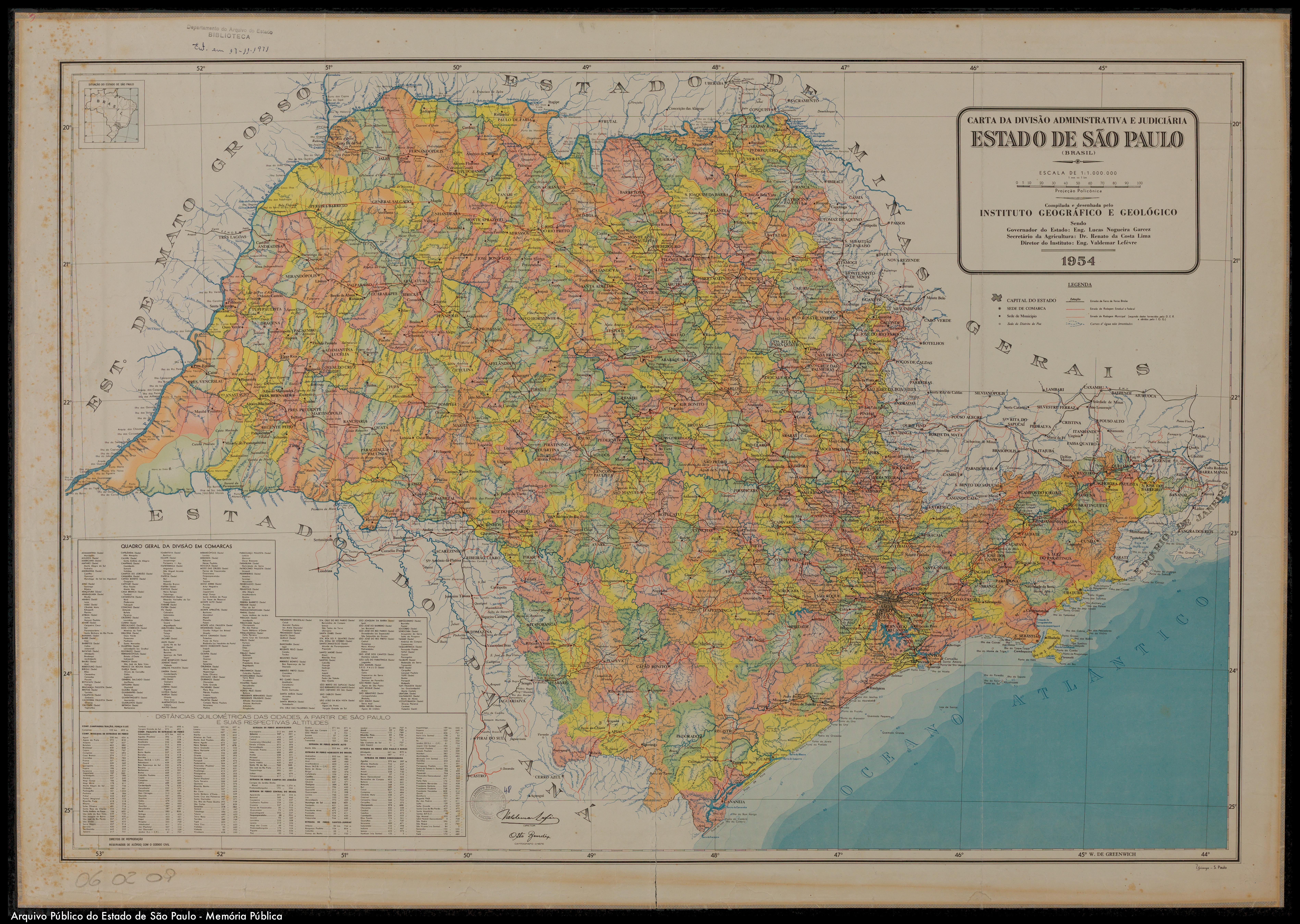
Estado de São Paulo (1953).

## Geografia
Localiza-se a uma latitude 20º41'08" sul e a uma longitude 50º33'17" oeste, estando a uma altitude de 482 metros. Possui uma área de 434 km².

### Hidrografia
- Rio Tietê
- Rio São José dos Dourados
- Córrego do Barreiro

### Rodovias
- SP-310 - Rodovia Feliciano Salles Cunha
- SP-463 - Rodovia Elyeser Montenegro Magalhães

## Demografia

### População
| Crescimento populacional                             | Crescimento populacional | Crescimento populacional | Crescimento populacional |
| Ano                                                  | População Total          |                          | %±                       |
| ---------------------------------------------------- | ------------------------ | ------------------------ | ------------------------ |
| 1958                                                 | 9 110                    |                          | —                        |
| 1960                                                 | 13 437                   |                          | 47,5%                    |
| 1970                                                 | 13 266                   |                          | −1,3%                    |
| 1980                                                 | 12 031                   |                          | −9,3%                    |
| 1991                                                 | 12 765                   |                          | 6,1%                     |
| 2000                                                 | 13 513                   |                          | 5,9%                     |
| 2010                                                 | 14 202                   |                          | 5,1%                     |
| 2022                                                 | 13 692                   |                          | −3,6%                    |
| Est. 2024                                            | 13 873                   | [ 9 ]                    | 1,3%                     |
| Fontes: Censos Demográficos IBGE e Estimativas SEADE |                          |                          |                          |

### Dados demográficos
Dados do IBGE - 2010
População Total: 14.202
- Urbana: 12.948
- Rural: 1.254
- Homens: 7.187
- Mulheres: 7.015

Densidade demográfica (hab./km²): 32,72
Taxa de Alfabetização: 92,6%
Dados do IBGE - 2000
Mortalidade infantil até 1 ano (por mil): 14,28
Expectativa de vida (anos): 72,09
Taxa de fecundidade (filhos por mulher): 1,96
Índice de Desenvolvimento Humano (IDH-M): 0,787
- IDH-M Renda: 0,734
- IDH-M Longevidade: 0,785
- IDH-M Educação: 0,842

(Fonte: IPEADATA)

## Infraestrutura

### Comunicações
O sistema de telefones automáticos foi inaugurado na cidade pela Companhia de Telecomunicações do Estado de São Paulo (COTESP) em 1974. Já o sistema de discagem direta à distância (DDD) foi implantado em 1978 pela Telecomunicações de São Paulo (TELESP), com o código de área (0174).
Na década de 90 o código DDD da cidade foi alterado para (017), para padronização do sistema telefônico com a telefonia celular que estava sendo implantada em todo o estado.

## Religião

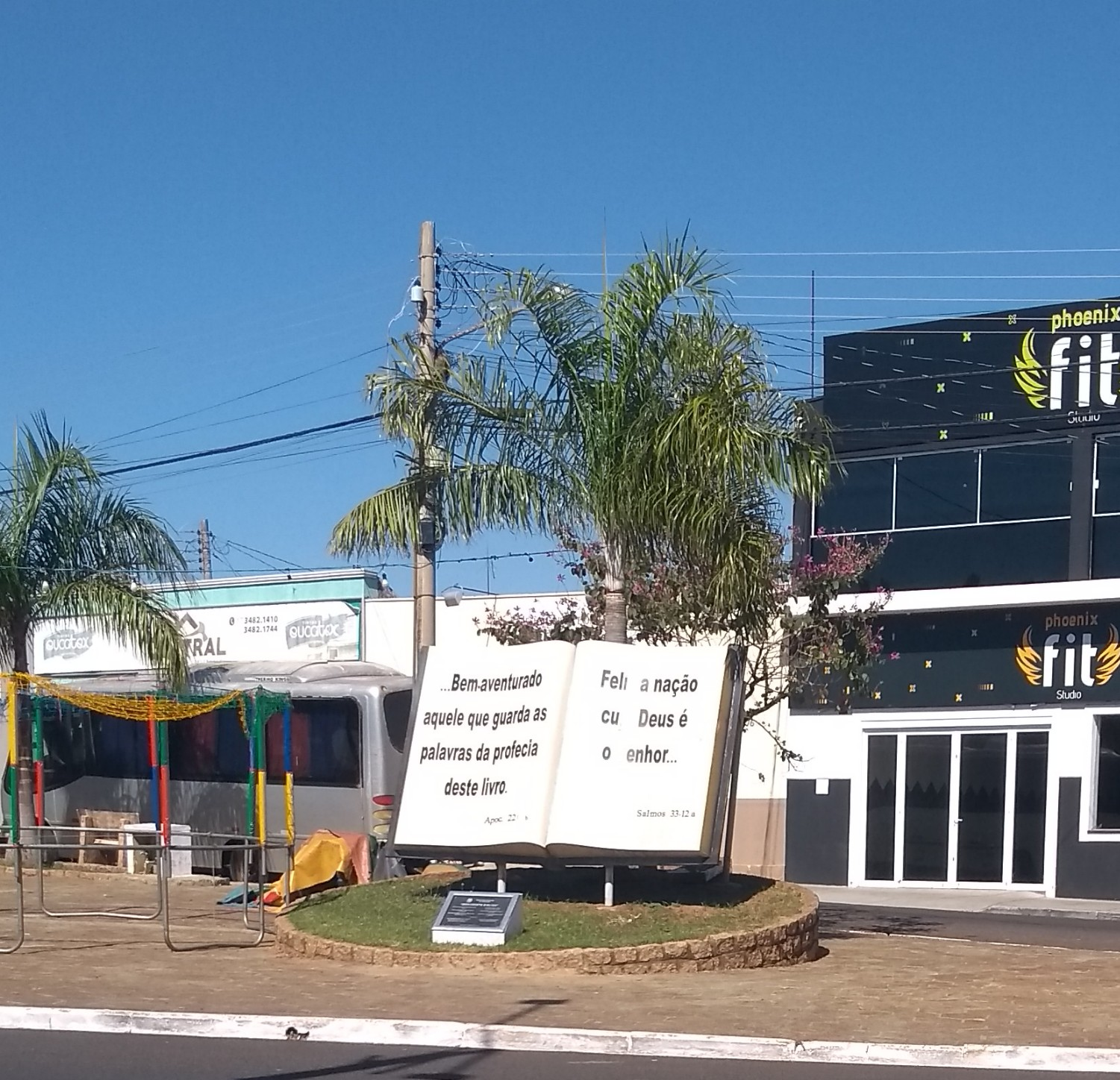
Monumento Bíblia em Auriflama.

O Cristianismo se faz presente na cidade da seguinte forma:

### Igreja Católica
- A igreja faz parte da Diocese de Jales.[20]

### Igrejas Evangélicas
Entre as igrejas protestantes históricas, pentecostais e neopentecostais, encontram-se na cidade:
- Assembleia de Deus Ministério do Belém.[23][24]
- Congregação Cristã no Brasil.[25]